# Sävsjö landsfiskalsdistrikt
Sävsjö landsfiskalsdistrikt var 1918–1964 ett landsfiskalsdistrikt i Jönköpings län, bildat när Sveriges indelning i landsfiskalsdistrikt trädde i kraft den 1 januari 1918, enligt beslut den 7 september 1917. Den 1 januari 1965 avskaffades i Sverige samtliga landsfiskaler och landsfiskalsdistrikt, och deras arbetsuppgifter delades upp på de nyskapade indelningarna polisdistrikt, åklagardistrikt och kronofogdedistrikt.
Landsfiskalsdistriktet låg under länsstyrelsen i Jönköpings län.

## Ingående områden
Den 1 januari 1930 utbröts Bodafors köping ur Norra Sandsjö landskommun. När Sveriges nya indelning i landsfiskalsdistrikt trädde i kraft den 1 oktober 1941 (enligt kungörelsen den 28 juni 1941) överfördes kommunerna Bodafors köping och Norra Sandsjö till Bodafors landsfiskalsdistrikt. Samtidigt tillfördes Hjälmseryd, Hultsjö, Nydala, Stockaryd och Vrigstad från det upplösta Vrigstads landsfiskalsdistrikt. 1 januari 1947 sammanslogs landskommunerna Norra Ljunga och Vallsjö för att bilda Sävsjö stad. När Sveriges nya indelning i landsfiskalsdistrikt trädde i kraft den 1 januari 1952 (enligt kungörelsen 1 juni 1951) ändrades distriktets omfattning.

### Från 1918
Västra härad:
- Bäckaby landskommun
- Fröderyds landskommun
- Hjärtlanda landskommun
- Norra Ljunga landskommun
- Norra Sandsjö landskommun
- Ramkvilla landskommun
- Skepperstads landskommun
- Södra Solberga landskommun
- Vallsjö landskommun

#### Tillkomna senare
- Bodafors köping: Utbruten 1 januari 1930 ur Norra Sandsjö landskommun.

### Från 1 oktober 1941
Västra härad:
- Bäckaby landskommun
- Fröderyds landskommun
- Hjälmseryds landskommun
- Hjärtlanda landskommun
- Hultsjö landskommun
- Norra Ljunga landskommun
- Nydala landskommun
- Ramkvilla landskommun
- Skepperstads landskommun
- Stockaryds landskommun
- Södra Solberga landskommun
- Vallsjö landskommun
- Vrigstads landskommun

### Från 1947
- Sävsjö stad

Västra härad:
- Bäckaby landskommun
- Fröderyds landskommun
- Hjälmseryds landskommun
- Hjärtlanda landskommun
- Hultsjö landskommun
- Nydala landskommun
- Ramkvilla landskommun
- Skepperstads landskommun
- Stockaryds landskommun
- Södra Solberga landskommun
- Vrigstads landskommun

### Från 1 januari 1952
- Bäckaby landskommun
- Hjälmseryds landskommun
- Sävsjö stad